# Григор Узунов
Григор Александров Узунов е български радиоинженер, университетски преподавател, професор в Държавната политехника в София.

## Биография
Роден е на 23 май 1907 г. в София. През 1930 г. завършва електроинженерство, а през 1933 г. и математика в Тулуза, Франция. В периода 1932 – 1944 г. е инженер в Главна дирекция на пощите, телефоните и телеграфите. От 1944 до 1946 г. е началник на измервателната лаборатория и на отдел „Технически измервания и проучвания“ в дирекция „Радиоразпръскване“. Основател е на катедра Слаботокова електротехника и радиотехника в Държавната политехника в София, където преподава от 1946 до 1952 г. През 1946 г. е избран за професор.
Григор Узунов е член на Българското инженерно-архитектурно дружество от 1934 г. и на Дружеството на електроинженерите при Съюза на българските инженери и архитекти от 1940 до 1947 г. Има големи заслуги за развитието на радиоразпръскването в България. Основните му трудове са по операционно смятане в електротехниката, теория на електромагнитните вълни, радиотехника и съобщителна техника.
Умира на 24 юли 1952 г.